# 전기통신금융사기
전기통신금융사기(電氣通信金融詐欺, 영어: phone fraud, communications fraud)는 휴대 전화를 이용한 사기의 총칭이다.

## 종류
- 보이스 피싱
- 메신저 피싱
- 스미싱